# Мусоровцы
Мусоровцы (укр. Мусорівці) — село в Збаражской городской общине Тернопольского района Тернопольской области Украины.
Код КОАТУУ — 6122483904. Население по переписи 2021 года составляло 156 человек.
До 2020 года входило в Збаражский район.

## Географическое положение
Село Мусоровцы находится на левом берегу реки Гнезна Гнилая,
выше по течению на расстоянии в 1.5 км расположено село Шимковцы,
ниже по течению на расстоянии в 2,5 км расположено село Красносельцы,
на противоположном берегу — село Зарудечко.
Рядом проходит железная дорога, станция Красносельцы в 2,5 км.

## История
- 1832 год — дата основания.